# Carter Mountain (Wyoming)
Der Carter Mountain ist ein prominenter Berg im Shoshone National Forest im Nordwesten des US-Bundesstaates Wyoming. Er hat eine Höhe von 3757 m und ist Teil der Absaroka Range in den Rocky Mountains. Der Carter Mountain erhebt sich über das Bighorn Basin im Osten und hat steile Klippen an seiner Westwand. Er ist einer der höchsten und prominentesten Gipfel der Absaroka Range. Die Region ist bekannt für große Herden von Dickhornschafen, Gabelböcken und Wapitis.
Der Name "Carter Mountain" tauchte erstmals 1921 auf der Karte des Shoshone National Forest auf. Es gibt zwei bekannte Personen namens Carter in der frühen Geschichte dieses Gebiets, und es ist unklar, nach welchem der Gipfel benannt ist. Der Richter William A. Carter war ein Führer der Hayden-Expedition 1870 in den Uinta Mountains und wurde einer der reichsten Männer in Wyoming, wo er 1879 die ersten Rinderherden in das Gebiet um Cody brachte. Im selben Jahr gründete Doktor Charles Carter die Bug Ranch im Bighorn Basin und soll auch die ersten Rinderherden in die Gegend gebracht haben.

## Belege
1. ↑  Peakbagger: Carter Mountain. Abgerufen am 8. Januar 2021.
2. ↑  Carter Mountain : Climbing, Hiking & Mountaineering : SummitPost. Abgerufen am 8. Januar 2021.
3. ↑  Thomas Turiano: Select Peaks of the Greater Yellowstone: A Mountaineering History and Guide.